# Statenkasteel

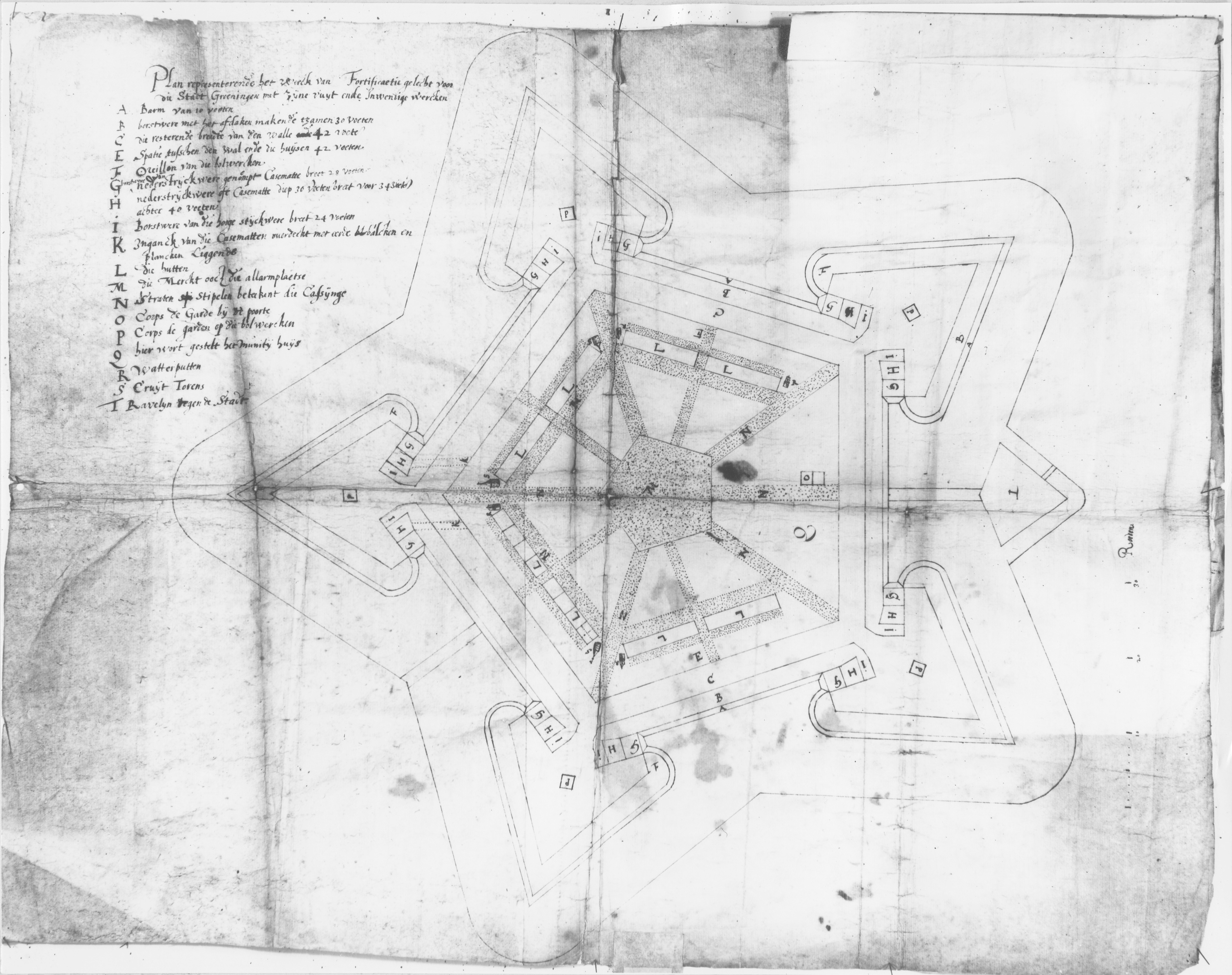
Plattegrond van het (reeds gerealiseerde) kasteel met bijgevoegd de maten

Het Statenkasteel was een dwangburcht die tussen 1600 en 1607 bij de Nederlandse stad Groningen heeft gestaan. Het was de tweede dwangburcht voor de stad in 30 jaar tijd. Eerder was in de jaren 1570 op bevel van de Spaanse hertog Alva de Arx Nova gebouwd bij de stad, maar deze was nog in onvoltooide staat in 1577 alweer gesloopt.

## Aanleg
Na de reductie van Groningen in 1594 diende de stad als onderdeel van de Republiek der Zeven Verenigde Nederlanden ook mee te betalen aan de voortdurende oorlogsvoering elders. De burgerij van de stad wenste echter niet mee te betalen aan deze 'generale middelen'. In elk geval niet op de wijze van belastinginning zoals Den Haag wilde.  
Hoewel de Haagse onderhandelaars in het traktaat van reductie overeen waren gekomen met de stad om deze "met gheen casteel [te] beswaren" besloten de Staten Generaal in 1599 toch tot de bouw van een nieuwe dwangburcht bij de stad om deze te dwingen mee te betalen. In 1600 startte de bouw van dit kasteel, dat net als zijn voorganger 5 dwingers kreeg (een citadel), maar nu met aarden wallen, omdat de eerdere Italiaanse stenen wallen van de Arx Nova te zwaar voor de slappe grond waren en te kostbaar en te tijdrovend in de aanleg werden geacht. Het kasteel werd opgetrokken volgens het Oud-Nederlands vestingstelsel naar ontwerp van 'generaal van de fortificatiën' ingenieur Johan van Rijswijck met hulp van Salomon Anthoni. De dwangburcht werd aangelegd voor de Oosterpoort. De wallen kregen een stenen fundering tot aan de waterlijn met daarop een aarden wal. Het terreplein had een middellijn van 240 meter en vanaf de punten van de dwingers had het kasteel een middellijn van 540 meter. De dwingers hadden facen van 22 roeden (90 meter) en flanken van 8 roeden (33 meter). De courtines hadden een lengte van 26 roeden (107 meter). De grachten hadden een breedte van 9 roeden (37 meter). Aan stadszijde gaf een ravelijn toegang tot de vesting vanuit de stad. Voor het kasteel moest de stadswal van de Vesting Groningen tussen de Herepoort en het Schuitendiep worden afgegraven. Doordat de bouw van aarden wallen veel eenvoudiger was dan de bewerkelijke Italiaanse gemetselde wallen van de Arx Nova, kon de bouw in 10 maanden grotendeels worden voltooid en konden in augustus 1600 de geschutstukken reeds worden overgebracht. De Groningers werden zo gedwongen om hun achterstallige gelden te betalen en de betrekkingen met Den Haag te verbeteren. 
Het kasteel werd tot grote frustratie van Willem Lodewijk echter net als de Arx Nova vanwege onvoldoende gelden nooit voltooid. Hij schreef talloze klaagbrieven naar de Staten Generaal voor meer geld, maar de staten hadden andere prioriteiten.

## Sloop
De Groningers bleven echter nog een aantal jaar tegenstribbelen. Pas toen in 1606 een nieuwe Spaanse aanval onder leiding van Spinola dreigde losten zij een deel van hun schuld in en herstelden de betrekkingen. Daardoor wist de stad zich verzekerd van voldoende krediet om toestemming te krijgen tot het slechten van het kasteel om dit te gebruiken voor het verder versterken van de stadswallen aan zuidzijde: Groningen was de enige noordelijke vestingstad en als zodanig belangrijk voor de republiek. Tot 1611 werd vervolgens gewerkt aan het slechten van het kasteel, dat zo feitelijk de aanzet vormde tot de grote stadsuitleg van Groningen die erop volgde, waarbij de stad Groningen een volledig nieuw vestingstelsel kreeg.

## Locatie
Van het kasteel zijn geen resten met zekerheid bekend. Een reconstructie door Jac. Mulder uit 1943-44 plaatst het kasteel te veel naar het oosten. Hier zijn geen resten teruggevonden bij opgravingen in 2016. Een latere reconstructie door Van Giffen & Praamstra uit 1962 is vermoedelijk preciezer. De buitenranden van de beide noordelijke dwingers bevonden zich waarschijnlijk bij de Heresingel en de Radesingel. De westelijke punt lag tussen het Zuiderpark en de Hereweg, de oostelijke punt mogelijk ergens op het terrein rond de Palmslag (zuidzijde De Oosterpoort) en de zuidelijke punt tussen de Oosterweg en de Mauritsdwarsstraat. Bij de laatste straat zijn bij opgravingen rond 1980 kloostermoppen gevonden, die mogelijk van het kasteel afkomstig zouden kunnen zijn.

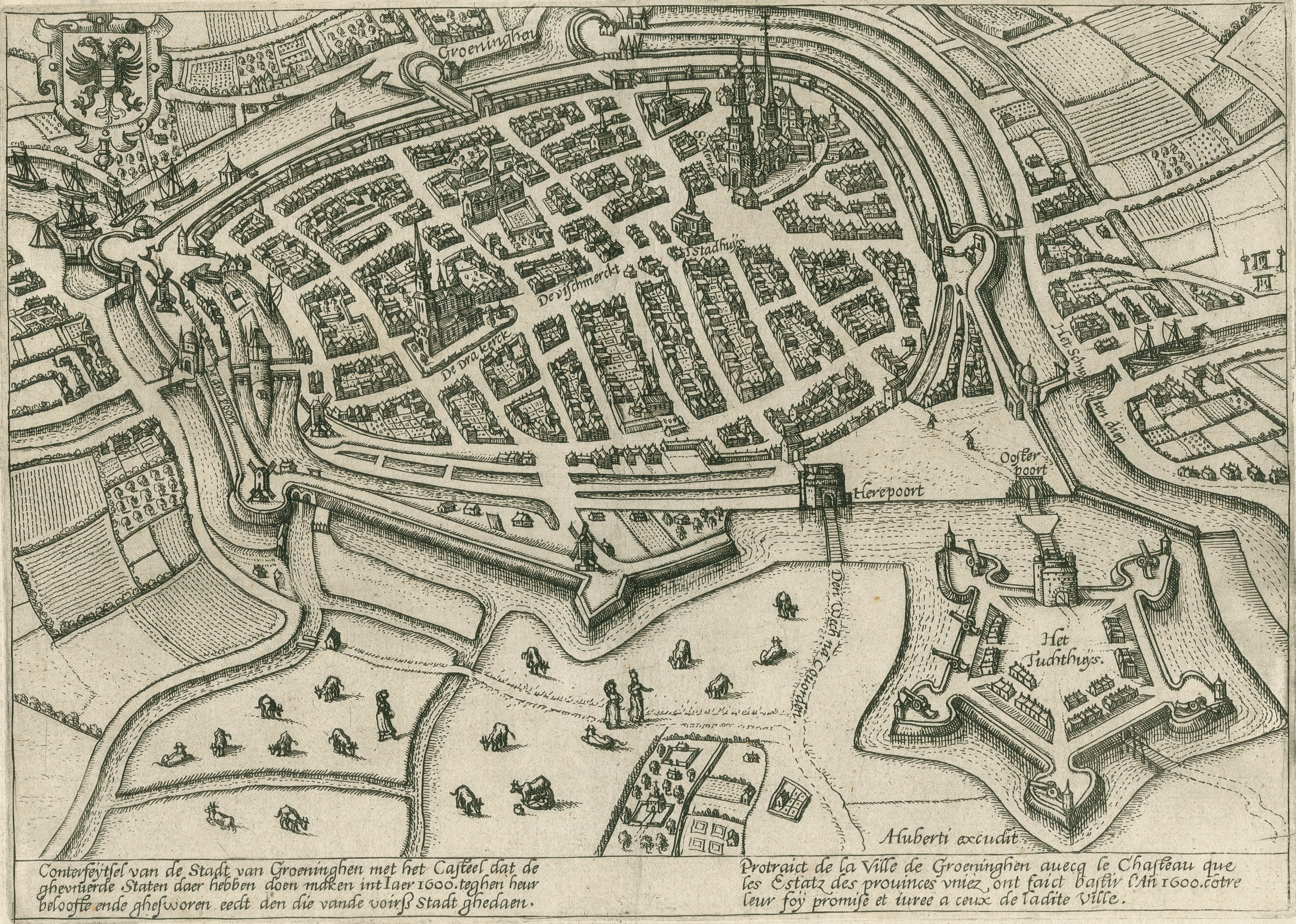
Plattegrond van de stad Groningen (mogelijk geïnspireerd op de kaart van Braun en Hogenberg) met rechtsonder het Statenkasteel. Deze kaart vormde onderdeel van een pamflet dat de onrechtvaardigheid van het kasteel wilde aantonen. De kanonnen staan bijna allemaal op de stad gericht. Goed te zien is ook dat de muur tussen de Herepoort en de Drenkelaarstoren is afgebroken. Alleen de Oosterpoort mocht blijven staan. Het poortgebouw is waarschijnlijk een fantasietekening. Op andere tekeningen komt deze niet voor.
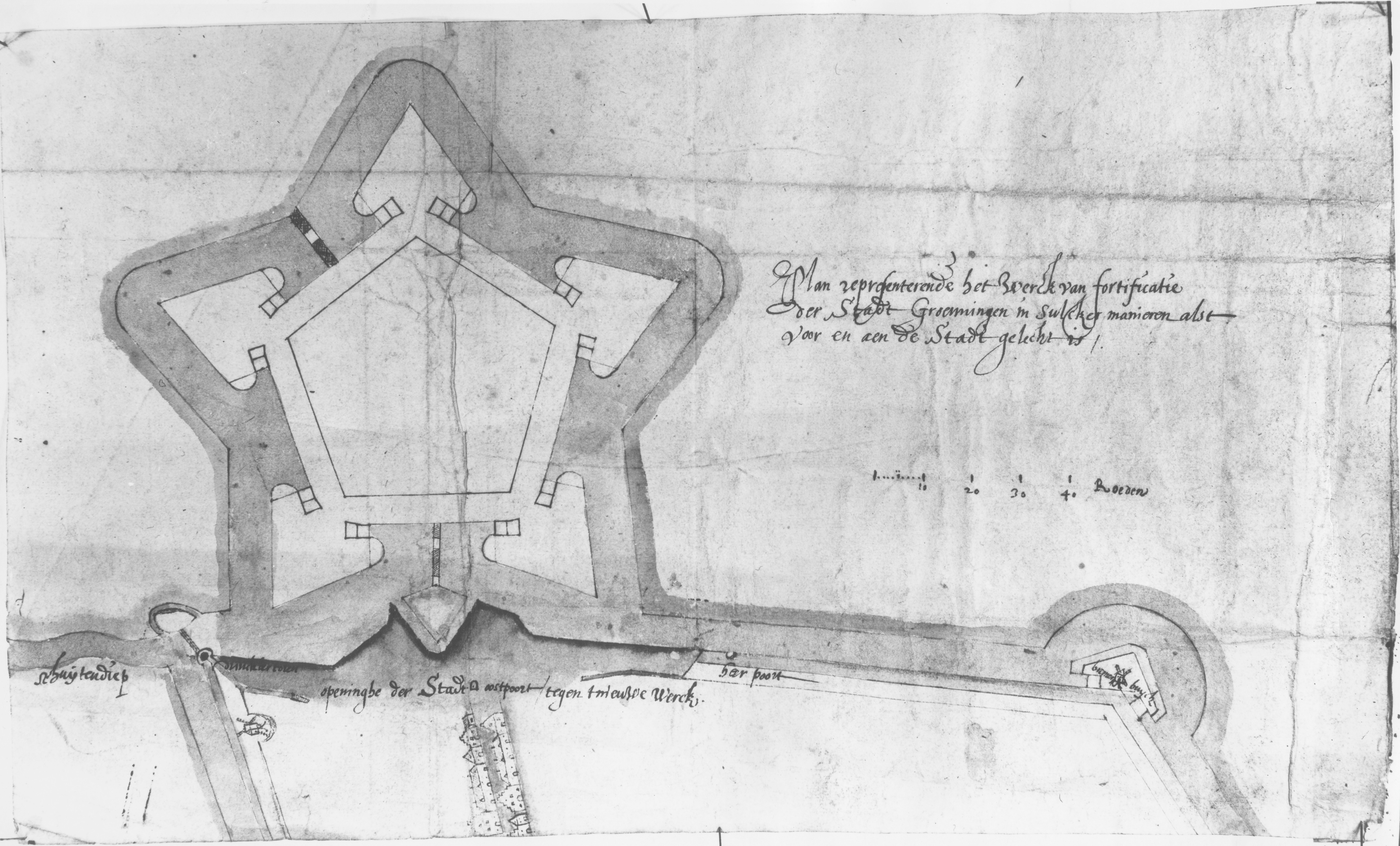
Schematische afbeelding van de citadel met aan onderzijde de stadsmuur. Linksonder het Schuitendiep en de resten van de bij de belegering van 1594 zwaar getroffen Drenkelaarstoren, middenonder de 'Oostpoort/tegen 't nieuwe werck' en de 'heertpoort' en rechts de Bremer Buik (of Olde Rondeel of Aduarderrondeel). Het noorden is onder.